# 1788 en science
| Années de la science : 1785 - 1786 - 1787 - 1788 - 1789 - 1790 - 1791    |
| Décennies de la science : 1750 - 1760 - 1770 - 1780 - 1790 - 1800 - 1810 |

Cet article présente les faits marquants de l'année 1788 en science.

## Événements
- Janvier : ouverture de la première filature de coton française équipée de métiers à tisser mécaniques, mus par une machine à vapeur à partir de 1791, à Orléans, pour le duc d'Orléans. Elle dirigée par l'industriel anglais Thomas Foxlow[1].

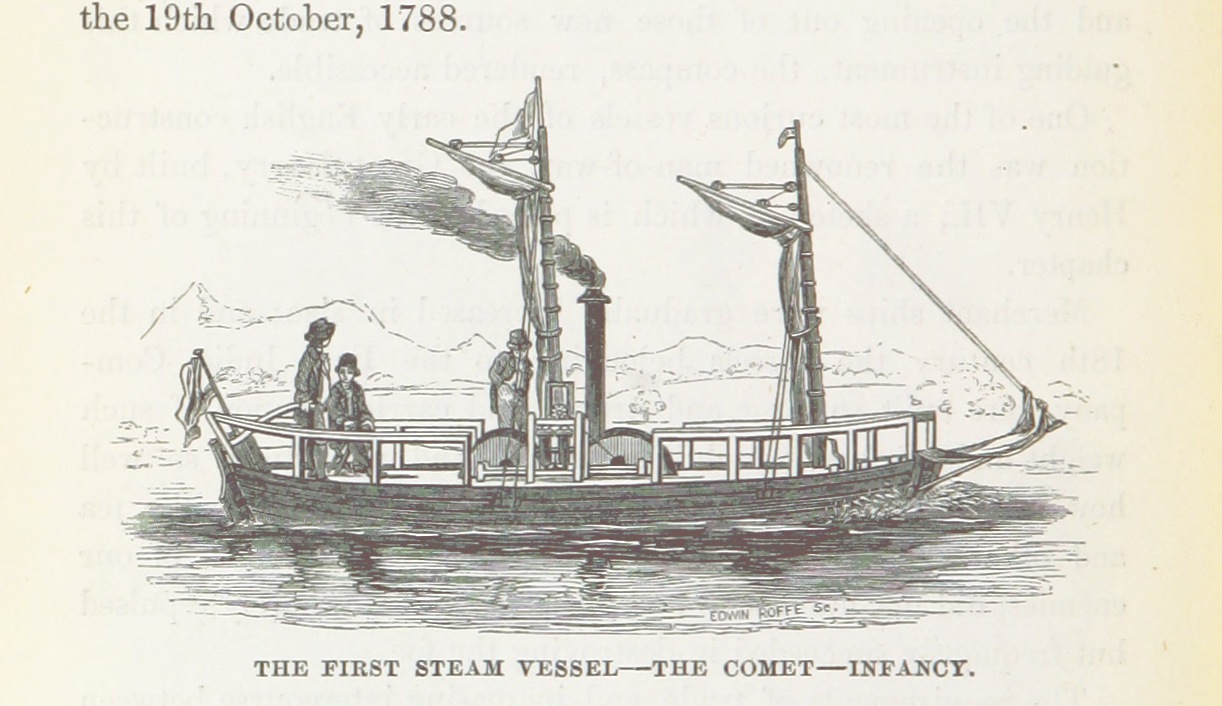
Le premier steam boat de William Symington.

- 14 octobre : William Symington fait la démonstration d'un bateau à roues à aubes sur le Dalswinton Loch en Écosse[2].
- 21 décembre : Caroline Herschel découvre la comète périodique 35P/Herschel-Rigollet[3].

- Edward Jenner rend publiques ses observations sur l’éthologie du coucou[4],[5].
- James Edward Smith fonde la Société linnéenne de Londres (Linnean Society of London)[6].

## Publications
- James Hutton : Theory of the Earth, or an Investigation of the Laws Observable in the Composition, Dissolution, and Restoration of Land upon the Globe (Théorie de la Terre, ou examen des lois observables dans la composition, la dissolution et la restauration des terres sur le globe).
- Edward Jenner : Observations on the natural history of Cuckoo  (Observations sur l'histoire naturelle du Coucou), imprimé dans les Philosophical Transactions.
- Antoine-Laurent de Jussieu : Genera plantarum secundum ordines naturales disposita (1788-1789).
- Lagrange: La Mécanique analytique.
- Utamaro : Ehon Mushi Erabi, (Livre d'images des insectes choisis), Edo.
- Thomas Walter : Flora Caroliniana, Londres.
- Début de la publication du Tableau encyclopédique et méthodique des trois règnes de la nature.

## Prix
- Médailles de la Royal Society
  - Médaille Copley : Charles Blagden, (1748-1820), pour deux articles sur la congélation.

## Naissances

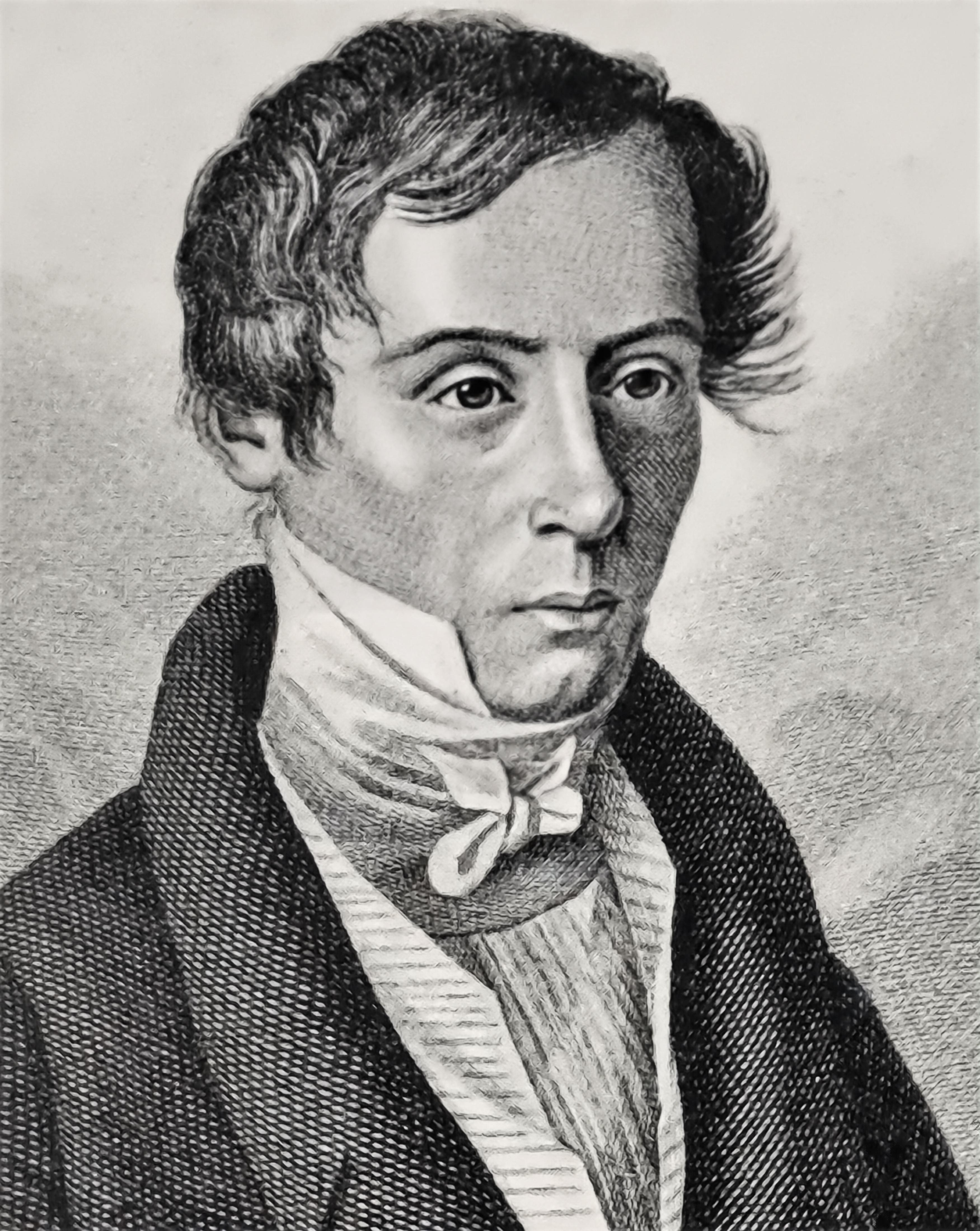
Augustin Fresnel

- 1er janvier : William Thomas Brande (mort en 1866), chimiste britannique.
- 21 janvier : William Henry Smyth (mort en 1865), astronome britannique.
- 12 février : Karl von Reichenbach (mort en 1869), chimiste allemand.
- 7 mars : Antoine Becquerel (mort en 1878), physicien français.
- 8 mars : William Hamilton (mort en 1856), philosophe logicien écossais.
- 21 mars : Ignace Venetz (mort en 1859), ingénieur, naturaliste, hydrologue et glaciologue suisse.
- 22 mars : Pierre Joseph Pelletier (mort en 1842), pharmacien français.
- 27 avril : Charles Robert Cockerell (mort en 1863), architecte britannique.
- 10 mai : Augustin Fresnel (mort en 1827), physicien français.
- 18 mai : Karl Ludwig Christian Rümker (mort en 1862), astronome allemand.
- 18 juin : Karl Sigismund Kunth (mort en 1850), botaniste allemand.
- 1er juillet : Jean-Victor Poncelet (mort en 1867), mathématicien, ingénieur et général français.
- 10 juillet : Christian Ludwig Gerling (mort en 1864), astronome et physicien, mathématicien allemand.
- 2 août : Leopold Gmelin (mort en 1853), chimiste allemand.
- 3 septembre : Gustaf Erik Pasch (mort en 1862), professeur suédois.
- 10 septembre : Jacques Boucher de Perthes (mort en 1868), préhistorien français.
- 22 septembre : James Burton (mort en 1862), égyptologue britannique.
- 25 septembre : Björn Gunnlaugsson (mort en 1876), mathématicien et cartographe islandais.
- 10 octobre : Johann Jacob Nöggerath (mort en 1877), géologue et minéralogiste allemand.
- 14 octobre : Edward Sabine (mort en 1883), physicien, astronome et explorateur britannique.
- 29 décembre : Christian Jürgensen Thomsen (mort en 1865), archéologue et préhistorien danois.

## Décès

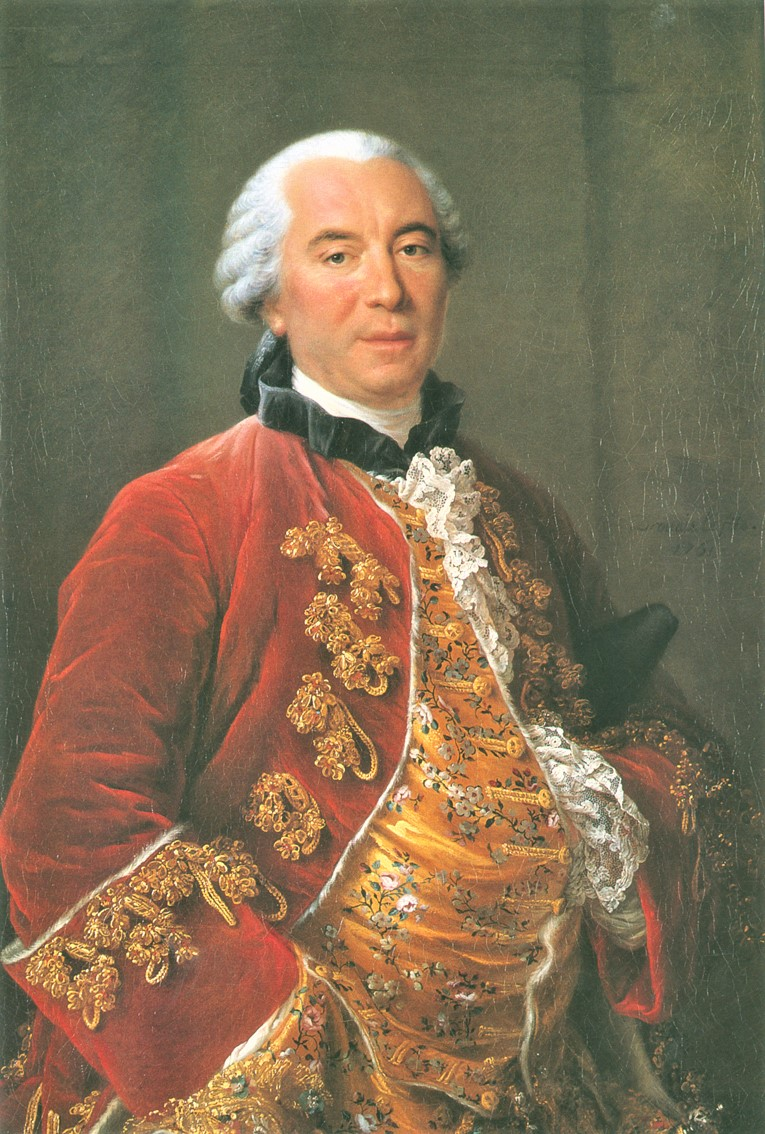
Georges-Louis Leclerc de Buffon

- 25 janvier : Jean-Louis Alléon-Dulac (né en 1723), naturaliste français.
- 2 février : James Stuart (né en 1713), peintre, archéologue et architecte britannique.
- 21 février : Johann Georg Palitzsch (né en 1723), astronome allemand.
- 10 mars : Nicolas Éloy (né en 1714), médecin et historien belge.
- 20 mars : François Poulletier de La Salle (né en 1719), médecin et chimiste français.
- 15 avril : Jean-Paul Grandjean de Fouchy (né en 1707), astronome français.
- 16 avril : Georges-Louis Leclerc de Buffon (né en 1707), naturaliste français.
- 8 mai : Giovanni Antonio Scopoli (né en 1723), naturaliste austro-italien.
- Mai :
  - Joseph Lepaute Dagelet (né en 1751), astronome, horloger et scientifique français.
  - Jean-André Mongez (né en 1750), scientifique et minéralogiste français.
- 22 juin : Jan Tesánek (né en 1728), prêtre jésuite et mathématicien tchèque.
- 3 juillet : François Jacquier (né en 1711), mathématicien et physicien franciscain français.
- 14 novembre : Giovanni Domenico Maraldi (né en 1709), mathématicien et astronome franco-italien.
- 6 décembre : Nicole-Reine Lepaute (née en 1723), mathématicienne et astronome française.
- 10 décembre : Joseph-Marie-François de Lassone (né en 1717), médecin français.
- 22 décembre : Percivall Pott (né en 1714), chirurgien anglais.